# Crataegus shandongensis
Crataegus shandongensis là loài thực vật có hoa trong họ Hoa hồng. Loài này được F.Z. Li & W.D. Peng mô tả khoa học đầu tiên năm 1986.